# Рубі Тернер
Франсела Рубі Тернер (англ. Francella Ruby Turner; 22 червня 1958) — британська співачка ямайського походження, авторка пісень і акторка театру і кіно.

## Життєпис
Народилася в місті Монтего-Бей, округа Сент-Джеймс, Ямайка. У 1967 році разом з батьками переїхала до Великої Британії, у Бірмінгем.
На початку 1980-х Рубі Тернер співпрацювала з блюзовим музикантом Алексисом Корнером, а у 1983 році записалась разом з UB40. У середині 1980-х років, на піку своєї популярності, запрошена до співпраці гуртом Culture Club. Через деякий час підписала сольний контракт із звукозаписуючою компанією Jive Records.
За свою музичну кар'єру співпрацювала з такими співаками і колективами, як: Браян Феррі, Steel Pulse, Стів Вінвуд, Джулз Голланд, Мік Джаггер. Серед виконавців, написаних нею як авторкою пісень, Лулу, Язз і Максі Пріст.

## Альбоми
| Рік  | Назва                                                | UK Albums Chart | US Billboard 200 |
| ---- | ---------------------------------------------------- | --------------- | ---------------- |
| 1986 | Women Hold Up Half the Sky                           | 47              | -                |
| 1986 | Ruby Turner Live at Glastonbury                      | -               | -                |
| 1988 | The Motown Songbook                                  | 22              | -                |
| 1989 | Paradise                                             | 74              | 194              |
| 1991 | The Other Side                                       | -               | -                |
| 1992 | The Best of Ruby Turner (компіляція)                 | -               | -                |
| 1993 | Responsible                                          | -               | -                |
| 1993 | With Love (компіляція)                               | -               | -                |
| 1994 | Restless Moods                                       | -               | -                |
| 1995 | The Best of Ruby Turner (компіляція)                 | -               | -                |
| 1996 | Guilty                                               | -               | -                |
| 1998 | Call Me by My Name                                   | -               | -                |
| 2001 | Live in Bristol                                      | -               | -                |
| 2005 | So Amazing                                           | -               | -                |
| 2007 | Live at Ronnie Scott's (подвійний живий альбом)      | -               | -                |
| 2008 | The Informer (Джулз Голланд)                         | -               | -                |
| 2009 | I'm Travelling On                                    | -               | -                |
| 2014 | All That I Am                                        | -               | -                |
| 2015 | Jools & Ruby (з Джулз Голланд)                       | 39              | -                |
| 2017 | Livin' A Life Of Love — The Jive Anthology 1986—1991 | -               | -                |

## Фільмографія
- 2002 — Jeffrey Archer: The Truth (укр. Джефрі Арчер: Правда).
- 2003 — Love Actually (укр. Реальне кохання).
- 2004 — No Angels (телесеріал, укр. Не ангели).
- 2005 — Comic Relief: Red Nose Night Live 05 (укр. Розрядка сміхом: Ніч червоного носа).
- 2012 — The Diamond Jubilee Concert (укр. Концерт діамантового ювілею).